# Droga magistralna A20 (Litwa)
Droga magistralna A20, znana też jako północna obwodnica Wiłkomierza (lit. Magistralinis kelias A20, Ukmergės šiaurinis aplinkkelis) – droga magistralna o długości 7,7 km. 
Poprzednio droga była przynależna do samorządu rejonu wiłkomierskiego (Ukmergės rajono savivaldybė). Wraz z końcem 2014 roku zarządcą drogi stała się Litewska Dyrekcja Dróg Samochodowych. Wtedy arteria otrzymała kategorię drogi magistralnej oraz numer A20, mimo iż nie w pełni spełnia wymogi kategorii, np. nawierzchnia nie jest przystosowana do ciężkiego ruchu tranzytowego, czy większość skrzyżowań w jej ciągu kwalifikuje się do przebudowy zgodnie z obowiązującymi standardami.